# Mauriano (escrivão)
Mauriano (em latim: Maurianus) foi um oficial bizantino do século VI. É conhecido através de seu selo no qual é registrado como escrivão; o obverso possui um monograma com seu nome e no reverso há uma duplicação de seu nome com seu ofício.